# Parasteatoda japonica
Parasteatoda japonica là một loài nhện trong họ Theridiidae.
Loài này thuộc chi Parasteatoda. Parasteatoda japonica được Friedrich Wilhelm Bösenberg & Embrik Strand miêu tả năm 1906.